# Composé chimique

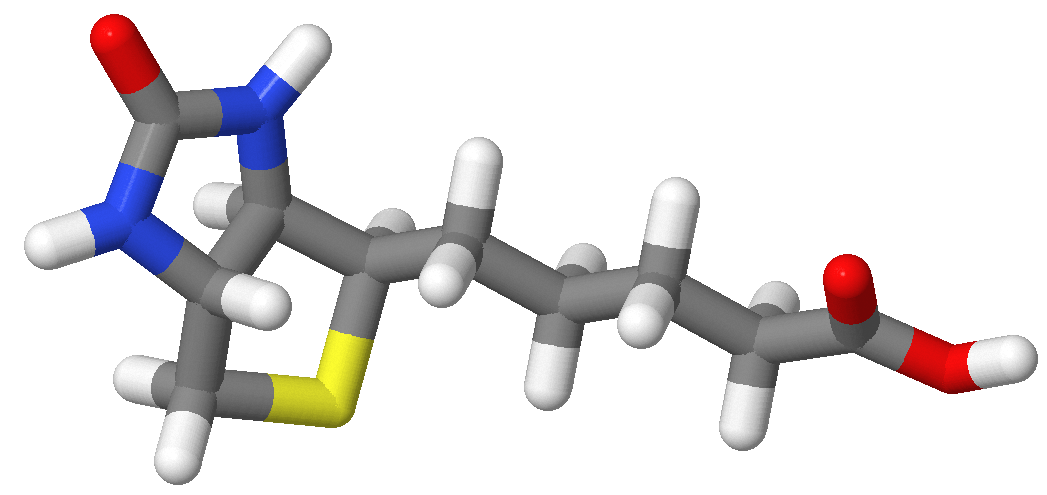
La vitamine B8 est un composé chimique qui comprend du carbone, de l'azote, du soufre, de l'oxygène et de l'hydrogène.

Un composé chimique ou corps composé, en chimie, est une espèce chimique composée d'au moins deux éléments chimiques différents. Les atomes formant les molécules des composés  sont liés entre eux par des liaisons chimiques, qui peuvent être de différentes natures. Selon la nature des liaisons et des atomes qui les composent, les composés chimiques sont répartis dans différentes catégories comme les composés organiques, inorganiques, ioniques, intermétalliques ou encore les complexes.

## Types de liaisons chimiques
Les liaisons chimiques, interactions entre les différents atomes d'un composé, peuvent être de différentes natures. Elles sont classées en plusieurs catégories, les trois principales étant les suivantes :
- Liaisons ioniques : ce sont des liaisons résultant de la perte d'un ou de plusieurs électrons de valence par un atome, et de la captation de ces électrons par un autre atome. Le premier atome devient alors chargé positivement (cation), et le second atome devient chargé négativement (anion). Ce type de liaisons s'établit généralement entre des éléments présentant une différence d’électronégativité très élevée (≥ 1,7 sur l’échelle de Pauling[2],[3]), c'est-à-dire un métal et un non-métal. Exemple : le chlorure de sodium, NaCl.

- Liaisons covalentes : dans ce cas, les atomes liés mettent en commun chacun un électron de valence afin de créer une paire d’électrons liants, partagée entre ces deux entités. Les éléments liés dans ce type de liaison présentent une différence d’électronégativité plus petite (< 1,7 sur l’échelle de Pauling[2],[3]) ou nulle. Exemple : dihydrogène.

- Liaisons covalentes de coordination : dans ces liaisons, les électrons de valence servant à la formation de la liaison proviennent d’un même atome. Le doublet électronique assurant la liaison de coordination provient d'une entité nommée ligand. On appelle ce type de composé des complexes. Exemple : cisplatine.

Il n'y a pas de frontière claire entre liaisons covalentes et ioniques : une liaison est définie par un pourcentage de caractère ionique, ; la limite est fixée à 50%.

### Caractère ionique
Le caractère ionique est calculé comme suit, :
{\displaystyle \delta ={\frac {\mu _{}}{\mu _{t}}}}.
Dans cette équation :
- {\displaystyle \delta } est le caractère ionique ;
- {\displaystyle \mu } est le moment dipolaire observé ;
- {\displaystyle \mu _{t}} est le moment dipolaire théorique si la liaison était purement ionique.

## Composés organiques et inorganiques
Les composés chimiques sont aussi répartis dans deux grandes catégories de composés: les composés organiques et les composés inorganiques.
Les composés organiques sont les composés chimiques constitués d'un squelette carboné. Certains carbures et composés font cependant exception, tels que le monoxyde de carbone {\displaystyle {\ce {CO}}} et le dioxyde de carbone {\displaystyle {\ce {CO2}}}. Historiquement, on considérait que ces composés ne pouvaient être produits que par les êtres vivants, d'où leur nom, mais cette théorie de la force vitale a été infirmée dès le XIXe siècle.
Les composés inorganiques représentent tous les autres composés non organiques, c'est-à-dire ceux ne contenant pas de chaine carbonée.

## Législation
Un certain nombre de composés chimiques, produits en quantité industrielle, peuvent avoir des effets sur la santé et l'environnement. Pour cette raison, ils font l'objet de réglementations particulières, notamment encadrées par la directive REACH en Europe. Ces réglementations concernent notamment la production, le transport, la vente, le stockage et la gestion des déchets de ces produits.
En France, la loi Grenelle II dispose que dès janvier 2011, les producteurs, vendeurs ou importateurs de « […] produits chimiques pouvant présenter un risque significatif pour la santé et l’environnement » devront « prendre en charge, ou faire prendre en charge par des sociétés spécialisées, techniquement et financièrement la collecte et le traitement des déchets ménagers desdits produits (contenants et contenus). Ces produits doivent faire l’objet d’une signalétique appropriée afin d’éviter aux usagers de les faire collecter en mélange avec les déchets municipaux résiduels […] » ou de payer la taxe générale sur les activités polluantes.